# T.co

t.co是一个由Twitter推出的缩略网址服务。这个服务仅供缩短發佈到Twitter的链接。所有发布在Twitter的链接都会用t.co缩短。
Twitter希望这个服务可以保护用户远离恶意网站，并且用来跟踪tweet中的链接点击。

## 历史
Twitter之前使用第三方的服务TinyURL和bit.ly，在2010年3月Twitter开始试验在私信中使用自己的twt.tl域名缩略网址服务，后来Twitter购买了t.co域名。
这项服务用 @TwitterAPI、@rsarver和@raffi帐号在主站进行了测试。
2010年9月2日，Twitter给用户发送邮件称他们会把服务对象扩大到所有用户。